# Draai naar Links

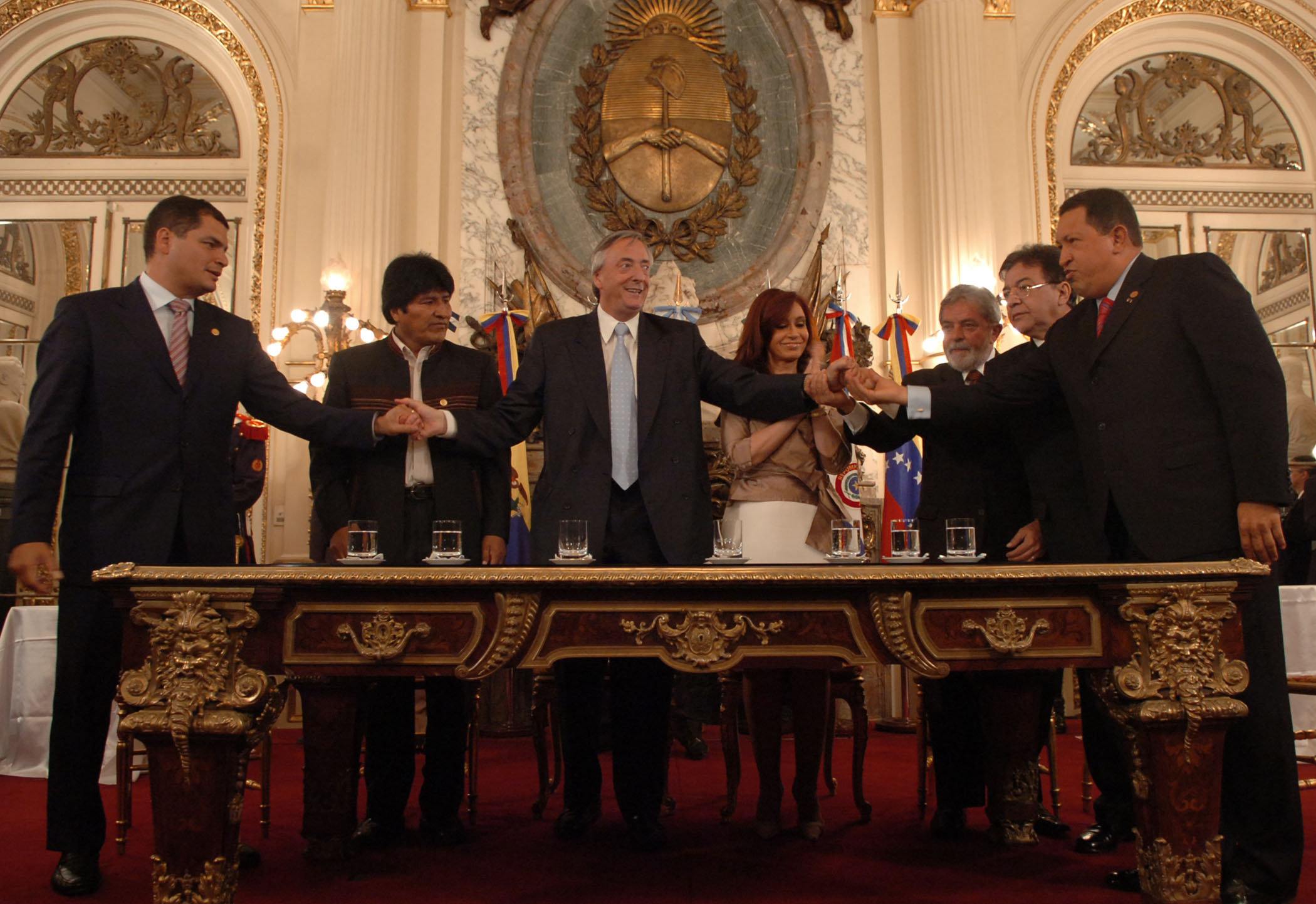
Rafael Correa, Evo Morales, Néstor Kirchner, Cristina Kirchner, Luiz Inácio Lula da Silva, Nicanor Duarte, en Hugo Chávez bij de ondertekening van de stichting van de Bank van het Zuiden

De Draai naar Links (of roze getij) is een term die wordt gebruikt in de 21e-eeuwse politieke analyse in de media en elders om de groeiende invloed van linkse partijen te beschrijven in Latijns-Amerika.
In 2005 meldde de BBC dat uit de 350 miljoen mensen die in Zuid-Amerika wonen, drie van de vier woonden in landen die geregeerd wordt door "linkse presidenten" verkozen tijdens de voorgaande zes jaar.

## Linkse presidenten gekozen sinds 1996 in Latijns-Amerika
Opmerking: centrumlinkse presidenten zijn gemarkeerd met een *
- Nicaragua: Daniel Ortega (1979–1990, 2007–heden)
- Dominicaanse Republiek: Leonel Fernández* (1996–2000, 2004–2012), Danilo Medina* (2012–heden)
- Venezuela: Hugo Chávez (1999–2013), Nicolás Maduro (2013–heden)
- Chili: Ricardo Lagos* (2000–2006), Michelle Bachelet* (2006–2010, 2014–2018)
- Argentinië: Néstor Kirchner* (2003–2007), Cristina Fernández de Kirchner* (2007–2015)
- Brazilië: Luiz Inácio Lula da Silva* (2003–2011), Dilma Rousseff* (2011–2016)
- Uruguay: Tabaré Vázquez* (2005–2010, 2015–heden), José Mujica* (2010–2015)
- Bolivia: Evo Morales (2006–2019)
- Honduras: Manuel Zelaya* (2006–2009)
- Ecuador: Rafael Correa (2007–2017), Lenín Moreno* (2017–heden)
- Paraguay: Fernando Lugo (2008–2012)
- El Salvador: Mauricio Funes* (2009–2014), Salvador Sánchez Cerén* (2014–2019)
- Peru: Ollanta Humala* (2011–2016)
- Mexico: Andrés Manuel López Obrador (2018–heden)